# يوشيكو أوتشيدا
يوشيكو أوتشيدا (بالإنجليزية: Yoshiko Uchida)‏ (24 نوفمبر 1921، ألاميدا في الولايات المتحدة - 21 يونيو 1992، بيركيلي في الولايات المتحدة)؛ كاتِبة وروائية أمريكية.